# Římskokatolická farnost Svéraz
Římskokatolická farnost Svéraz je územním společenstvím římských katolíků v rámci českokrumlovského vikariátu českobudějovické diecéze.

## O farnosti

### Historie
Plebánie ve Svérazu je písemně doložena v roce 1360, později z ní vznikla farnost. Od 1. ledna 2020 patří k farnosti území zaniklé farnosti Slavkov. 

### Současnost
Farnost je spravována ex currendo z Českého Krumlova. 
| Kostel                     | Místo   | Bohoslužba             | Bohoslužba             | Poznámka        |
| -------------------------- | ------- | ---------------------- | ---------------------- | --------------- |
| Kostel sv. Petra a Pavla   | Svéraz  | neslouží se pravidelně | neslouží se pravidelně | farní kostel    |
| Kaple Narození Panny Marie | Svéraz  | neslouží se pravidelně | neslouží se pravidelně | hřbitovní kaple |
| Kostel sv. Bartoloměje     | Slavkov |                        |                        | filiální kostel |